# Noé Jitrik
Noé Jitrik, né le 23 janvier 1928 à Rivera (Argentine), et mort le 6 octobre 2022 à Pereira (Colombie), est un critique littéraire et écrivain argentin, auteur de récits, de romans et d'essais critiques sur la littérature et l’histoire.

## Biographie et carrière
Noé Jitrik commença en 1947 des études de lettres à l'université de Buenos Aires (UBA) et obtint son diplôme en 1952. Ensuite, à partir de 1953, il collabora pendant plusieurs années, comme éditeur responsable et rédacteur, à divers périodiques culturels tels que Centro, Zona et Cotorno. À ce titre, il devint rapidement une des figures les plus importantes dans le domaine de la critique littéraire et de la littérature argentine moderne.

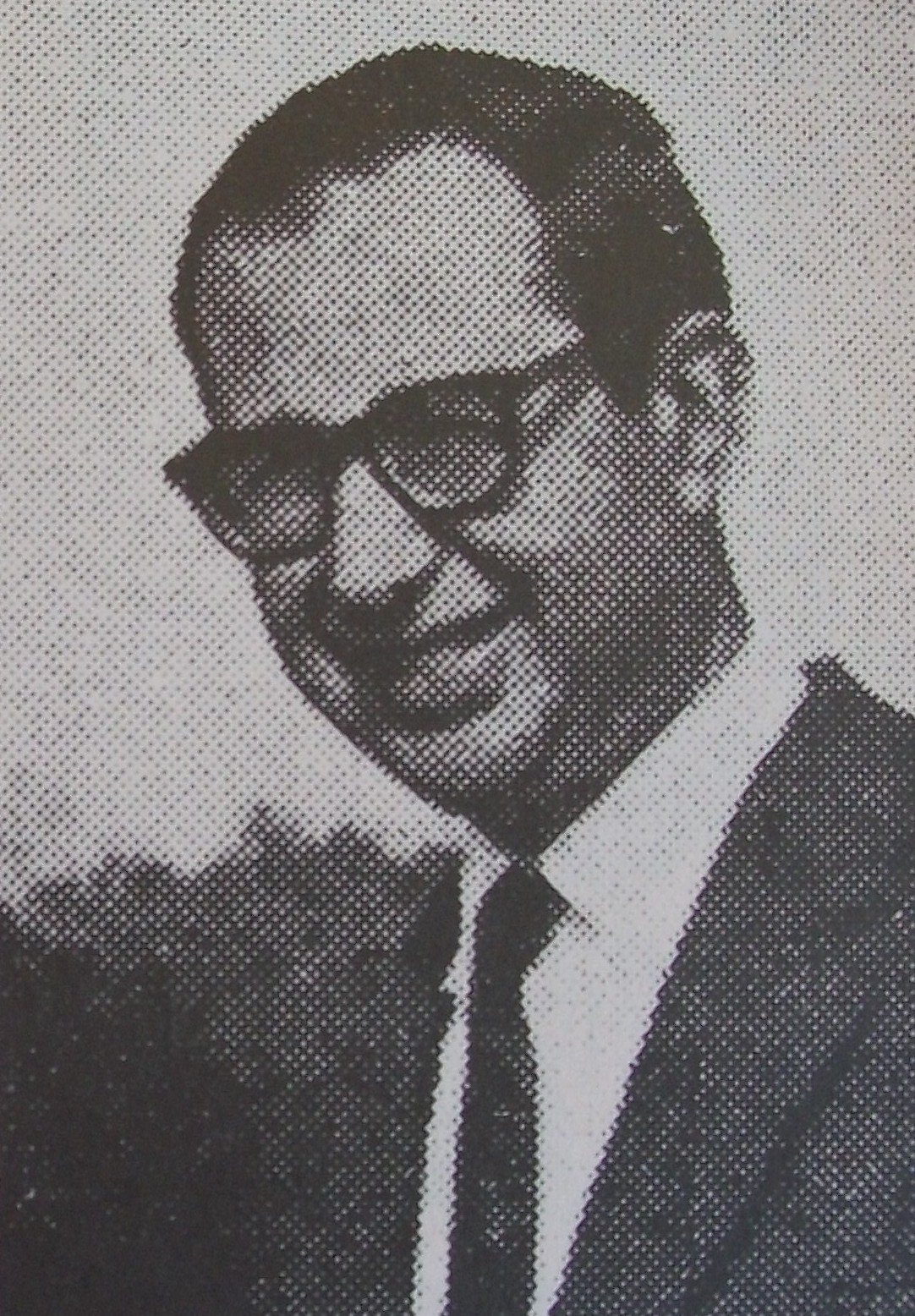
Jitrik en 1968.

En 1960, il accepta une proposition de l'université nationale de Córdoba d'occuper la chaire de Littérature argentine. Il y fit la rencontre de celle qui deviendra son épouse en 1961, Tununa Mercado. En 1964, il revint s'installer à Buenos Aires. Il écrivit le scénario du film Todo sol es amargo, sorti sur les écrans en 1966. À la suite du coup d’État du général Juan Carlos Onganía de 1966, Jitrik fut démis de toutes ses fonctions et déclaré persona non grata. L'université de Besançon lui ayant offert un poste, il s'établit en France pendant près de trois ans. Il enseigna également comme professeur invité dans différentes universités en Europe et aux États-Unis.
Avec sa femme, Noé Jitrik fit partie, dans la décennie 1970, de plusieurs commissions de solidarité avec le Chili et d'autres pays latino-américains victimes de coup d'État. Lorsqu'en 1973, Alejandro Agustín Lanusse laissa entrevoir la tenue d'élections libres, Noé Jitrik retourna en Argentine. Ses aspirations politiques cependant ne se réalisèrent pas, car le général Juan Perón s’empara du pouvoir en octobre 1973. Au printemps de l’année suivante, il émigra vers le Mexique, où il se vit notamment confier un poste d'enseignant à l'université nationale autonome de Mexico, d'abord pour une durée de six mois. Sa famille, qui normalement devait aller le visiter pendant les vacances, dut avancer son voyage vers le Mexique en raison des menaces qu'elle commençait à recevoir de la part de la Triple A, et s'installa au Mexique jusqu'à la fin de la dictature militaire alors au pouvoir en Argentine.
Revenu à Buenos Aires en 1987, et devenu titulaire d’une chaire à l'UBA, Noé Jitrik dirigea durant plusieurs années l'Instituto de literatura hispanoamericana. Il travailla comme chercheur principal au sein du Conseil de Recherches scientifiques et technologiques (en esp. Consejo de Investigaciones Científicas y Tecnológicas, abrév. Conicet). En 1990, il prit la direction de la revue de sémiotique et d’analyse discursive sYc. Cette même année fut publiée sous sa direction l'ouvrage Historia Crítica de la Literatura Argentina, qui comporte douze tomes.

## Œuvre
- 1956 : Vacances. Poèmes.
- 1960 : Leopoldo Lugones, mito nacional. Essai.
- 1960 : Horacio Quiroga. Una obra de experiencia y riesgo. Essai.
- 1962 : Procedimiento y mensaje en la novela. Essai.
- 1965 : Addio a la mamma, Fiesta en casa, y otros poemas. Poèmes.
- 1967 : La fisura mayor. Récit.
- 1967 : Escritores argentinos, dependencia o libertad. Essai.
- 1967 : Esteban Echeverría. Essai.
- 1967 : Horacio Quiroga. Essai.
- 1968 : Muerte y resurrección de Facundo. Essai.
- 1968 : El 80 y su mundo. Essai.
- 1969 : Tres ensayos sobre Esteban Echeverría. Essai.
- 1971 : José Hernández. Essai.
- 1971 : Sarmiento. Essai.
- 1971 : José Martí. Essai.
- 1971 : Ensayos y estudios de literatura argentina. Essai.
- 1971 : El fuego de la especie. Essai.
- 1972 : Llamar antes de entrar. Nouvelles.
- 1973 : La novela futura de Macedonio Fernández. Essai.
- 1974 : Comer y comer. Récit.
- 1974 : Del otro lado de la puerta : rapsodia.
- 1975 : Producción literaria y producción social. Essai.
- 1975 : El No-Existente Caballero. Essai.
- 1978 : Las contradicciones del modernismo. Essai.
- 1978 : El ojo de Jade. Roman.
- 1981 : Fin del ritual. Roman.
- 1982 : El mundo del ochenta. Essai.
- 1982 : La memoria compartida. Essai.
- 1982 : La lectura como actividad. Essai.
- 1983 : Los dos ejes de la cruz. Essai.
- 1984 : Las armas y las razones. Essai.
- 1987 : La vibración del presente. Essai.
- 1987 : Cuando leer es hacer. Essai.
- 1987 : Temas de teoría. El trabajo crítico y la crítica literaria. Essai.
- 1987 : Lectura y cultura. Essai.
- 1987 : El callejón. Roman.
- 1988 : El balcón barroco. Essai.
- 1988 : Los lentos tranvías.
- 1989 : Limbo. Roman.
- 1992 : Historia de una mirada. Essai.
- 1992 : El dominio de la palabra. Essai.
- 1992 : Citas de un día. Roman.
- 1993 : La selva luminosa, ensayos críticos (1987-1991). Essai.
- 1995 : Historia e imaginación literaria. Essai.
- 1997 : Suspender toda certeza, antología crítica (1959-1976). Essai.
- 1997 : Mares del sur. Roman.
- 1998 : El ejemplo de la familia, ensayos y trabajos sobre literatura argentina. Essai.
- 2001 : Los grados de la escritura. Essai.
- 2002 : El evaluador. Roman.
- 2004 : Long Beach. Roman.
- 2006 : Amaneceres. Roman autobiographique[4].
- 2007 : El ojo de la aguja. Aphorismes[5].
- 2008 : Libro perdido. Marcas (apenas) autobiográficas. Roman autobiographique[2],[6].
- 2019 : Tercera Fuente
- 2021 : La vuelta incompleta
- 2022 : Un círculo

## Hommages et récompenses
- Docteur honoris causa de l'université de Puebla.
- 1981 : prix Xavier-Villaurrutia pour Fin de ritual.
- 1993 : chevalier des Arts et Lettres (France).
- 1994 : prix Konex, catégorie Essai littéraire.
- 1995 : professeur honoris causa de l'université de l'Uruguay.
- 1996 : professeur honoraire de l'université de Buenos Aires.
- 2004 : prix Konex, catégorie Essai littéraire.
- 2006 : prix Konex de Platine, catégorie Théorie linguistique et littéraire.
- 2009 : docteur honoris causa de l'université nationale de Cuyo.
- 2010 : doctor honoris causa de la Universidad de la República (Uruguay).